# Palazzo Buongiorno
Il Palazzo Buongiorno o Palazzo Nicastro, risalente al XVIII secolo ed ubicato in Piazza del Purgatorio, è uno dei palazzi più famosi di Foggia, e si affaccia direttamente sulla chiesa del Purgatorio.

## Storia dell'edificio
Il palazzo, come testimonia un'iscrizione su una parasta, fu fatto costruire nel 1762 dal cavaliere Nicastro e successivamente fu acquisito da un agricoltore foggiano, Michele Buongiorno. Il palazzo rimase di proprietà della famiglia Buongiorno fino al 1976.

## Caratteristiche architettoniche
La facciata è divisa in due sia verticalmente che orizzontalmente, con un marcapiano in lieve rilievo che segna la divisione in due piani. A quest'ultimo si collegano cinque paraste con base, cimosa e capitello molto semplici, con un fregio che riprende elementi dell'ordine dorico-romano, con triglifi, metope e gocce.
Il portone d'accesso è dotato di stipiti in pietra e architrave a tutto sesto con chiave di volta a riccio. Ad esso si affiancano altri sei ingressi: i due sul fianco sinistro hanno caratteristiche identiche a quello principale.
Al piano superiore, invece, vi sono una finestra, decorata con uno stemma e decorato da due doccioni in pietra, e quattro porte-finestre. Sopra il portone d'ingresso vi è un balcone bombato con un'inferriata. Tutte le aperture sono sovrastate da timpano fratturato con salienti barocchi a forma di conchiglia.